# Carlos María Albín
Carlos María "Pirulo" Albín (Montevideo, 16 de junio de 1919 – Montevideo 23 de junio de 1995) fue un bailarín de candombe afrouruguayo y una figura destacada del carnaval de Uruguay. Como artista, desafió los códigos de la moral heterosexual dominante y defendió su condición de homosexual; por ello es reconocido como una figura clave de la disidencia y la diversidad sexual en Uruguay. 

## Trayectoria
Pirulo comenzó su carrera como bailarín de carnaval integrando la Troupe Ateniense, conjunto en el que interpretaba el personaje de una bailarina negra llamada "la bella Rebamba". De allí en adelante participó en más de una decena de comparsas, incluyendo a los conjuntos Guerreros de África, Esclavos del Nyanza, Acuarela del Candombe, Añoranzas Negras, Fantasía Negra, Morenada, Serenata Africana, Kanela y su Barakutanga y Marabunta.
 

Ha sido reconocido por diferentes figuras como uno de los bailarines más destacados de la historia del candombe. De hecho, Pirulo Albín fue influyente en la formación de artistas destacadas como Martha Gularte, Carmen Abella, Julio "Kanela" Sosa y Rosa Luna. Además de bailarín y coreógrafo, Pirulo fue vestuarista de candombe y colaboró con figuras destacadas como José de Lima.

"Pirulo" Albín bailando junto a Rosa Luna en el carnaval de 1965.